# ميت ميلجارد
ميت ميلجارد (بالدنماركية: Mette Melgaard)‏ مواليد 3 يونيو 1980، هي لاعبة كرة يد دانمركية معتزلة. مثلت منتخب الدنمارك لكرة اليد للسيدات في 42 مباراة. شاركت في دورة الألعاب الأولمبية الصيفية سنة 2012.

## سجل المنافسة
شاركت في البطولات التالية:
- الألعاب الأولمبية الصيفية 2012
- بطولة العالم لكرة اليد للسيدات 2011
- بطولة أوروبا لكرة اليد للسيدات 2010

## روابط خارجية
- ميت ميلجارد على موقع الاتحاد الأوروبي لكرة اليد (الإنجليزية)
- ميت ميلجارد على موقع أوليمبيديا (الإنجليزية)